# Tribalus pseudostrialis
Tribalus pseudostrialis är en skalbaggsart som beskrevs av Miłosz A. Mazur 1975. Tribalus pseudostrialis ingår i släktet Tribalus och familjen stumpbaggar. Inga underarter finns listade i Catalogue of Life.